# Rache ist sexy
Rache ist sexy (Originaltitel: John Tucker Must Die) ist eine US-amerikanische Teenie-Komödie aus dem Jahr 2006 von Betty Thomas.

## Handlung
Der attraktive John Tucker kommt aus einem reichen Elternhaus und ist als Star der Basketballmannschaft der Schwarm aller Mitschülerinnen. Seine Beliebtheit nutzt er widerlich aus, indem er mehreren Verehrerinnen parallel schöne Augen macht und sie dann sang- und klanglos abserviert. Als die neu zugezogene Kate bei ihrem Kellnerinnenjob mitbekommt, dass John nacheinander mit der Musterschülerin und Nachwuchsjournalistin Carrie, der Cheerleaderchefin Heather und der veganen Aktivistin Beth im Restaurant aufkreuzt, klärt sie die drei auf und sie sind furchtbar wütend. Sie wollen es John heimzahlen und bitten Kate, die ihnen die Augen geöffnet hat, um Hilfe.
Anfangs versuchen sie ihn der Lächerlichkeit preiszugeben, doch Tucker schafft es, alles zu seinem Vorteil umzudrehen. Nach all den missglückten Versuchen macht John mit allen Dreien Schluss. Deshalb kommen die Vier auf die Idee, John das Herz zu brechen. Dafür soll Kate als Lockvogel dienen. Sie machen Kate zu einer Kombination von ihnen Dreien und statten sie mit allen Eigenschaften aus, die John an Heather, Carrie und Beth anziehend fand.
Kate wird vom Mauerblümchen zum beliebtesten Mädchen der Schule. Auch John zeigt Interesse an Kate, der Plan geht auf. Da sich Kate gleichzeitig auch selbst verändert, entfernt sie sich von ihrer Mutter und Scott, Johns Bruder, mit dem sie sich am Anfang so gut verstanden hat. Er ist es auch, der Kate darauf anspricht und ihr bewusst macht, wozu sie geworden ist.
Auf Johns Geburtstagsparty erfährt er, dass alles nur gespielt ist, um ihm das Herz zu brechen, und er ist tatsächlich enttäuscht; er ist in Kate verliebt, weil er dachte, sie sei seine erste ernsthafte Beziehung. Es kommt zu einer großen Essensschlacht untereinander. John beschließt aufgrund der Ereignisse, nur noch die Wahrheit zu sagen. Zwischen Kate und Scott bahnt sich eine Beziehung an, und Beth, Carrie, Heather und Kate bleiben Freundinnen.

## Kritik
Der Film stieß auf größtenteils negative Kritik. Bei Rotten Tomatoes hält der Film eine Bewertung von 28 % basierend auf 93 ausgewerteten Rezensionen. Zusammenfassend heißt es dort: „Diese abgedroschene Teenager-Komödie versucht, niedlich zu sein, dabei könnte sie mehr Biss gebrauchen.“ Auch das deutsche Lexikon des Internationalen Films kritisiert den Film als „abgeschmackte Komödie von der Stange“.

## Auszeichnung
- Jenny McCarthy wurde 2007 als Schlechteste Nebendarstellerin für die Goldene Himbeere nominiert.